# Альф Янг
Альф Янг (англ. Alf Young; 4 листопада 1905, Сандерленд — 27 серпня 1977, Гаддерсфілд) — англійський футболіст, що грав на позиції захисника, зокрема за «Гаддерсфілд Таун», а також національну збірну Англії. По завершенні ігрової кар'єри — тренер.

## Клубна кар'єра
У дорослому футболі дебютував 1929 року виступами за команду «Гаддерсфілд Таун», кольори якої і захищав протягом одинадцяти років. Під час Другої Світової війни також грав за «Дарем Сіті» і «Йорк Сіті».

## Виступи за збірну
1932 року дебютував в офіційних матчах у складі національної збірної Англії. Протягом кар'єри у національній команді, яка тривала 7 років, провів у її формі 9 матчів.

## Кар'єра тренера
У повоєнні роки розпочав тренерську кар'єру. Працював зі скандинавськими командами — данськими «Кеге» та «Есб'єрг», а також норвезьким «Бранном».
Протягом 1956 року тренував національну збірну Данії.
Помер 27 серпня 1977 року на 72-му році життя у місті Гаддерсфілд.